# Endrunde der Deutschen Mannschaftsmeisterschaft im Schach 1960
Die Endrunde der Deutschen Mannschaftsmeisterschaft im Schach 1960 fand vom 2. bis 4. Dezember 1960 in Bamberg statt.
Es traten die Berliner Schachgesellschaft Eckbauer, die Düsseldorfer Schachgesellschaft, der Münchener Schachklub 1836 und der Schachklub Bamberg im Finale der 14. Westdeutschen Mannschaftsmeisterschaft 1960 an. Es wurde ein Rundenturnier ausgetragen.

## Kreuztabelle
|   | Verein     | 1   | 2   | 3   | 4   | Punkte |
| - | ---------- | --- | --- | --- | --- | ------ |
| 1 | Düsseldorf |     | 6,5 | 4,5 | 4,0 | 15,0   |
| 2 | München    | 1,5 |     | 4,0 | 5,5 | 11,0   |
| 3 | Berlin     | 3,5 | 4,0 |     | 4,0 | 11,5   |
| 4 | Bamberg    | 4,0 | 2,5 | 4,0 |     | 10,5   |

## Die Meistermannschaft
| 1.            | Düsseldorfer Schachgesellschaft                                                                                           |
| Schachfiguren | Walter Niephaus, Heinrich Lohmann, Siegfried Heil, Heiner Greeven, Karl-Josef Schiffer, Rolf Roennefahrt, Kolbe und Drews |